# Col de Saint-Jean-de-Sixt
Le col de Saint-Jean-de-Sixt est un col de montagne situé dans les Alpes en France. À une altitude de 956 mètres, il se trouve dans le département de la haute-Savoie.